# Élections générales ontariennes de 1981
Les élections générales ontariennes de 1981 ont lieu le 19 mars 1981 pour élire les membres de la 32e législature de la province de l'Ontario, au Canada.
Le Parti progressiste-conservateur de l'Ontario au pouvoir, dirigé par Bill Davis, est réélu pour un douzième mandat consécutif. Les progressistes-conservateurs obtiennent un gouvernement majoritaire après avoir obtenu des minorités aux élections de 1975 et 1977. Le Parti libéral, dirigé par Stuart Smith, réussit à maintenir sa position à l'Assemblée législative, tandis que le Nouveau Parti démocratique, dirigé par Michael Cassidy, perd un nombre important de sièges, permettant aux conservateurs de remporter la majorité.

## Forces en présence
| Parti         | Parti                     | Chef            | Sièges | Candidats |
| Parti         | Parti                     | Chef            | 1977   | Candidats |
| ------------- | ------------------------- | --------------- | ------ | --------- |
|               | Progressiste-conservateur | Bill Davis      | 58     | 125       |
|               | NPD                       | Michael Cassidy | 33     | 125       |
|               | Libéral                   | Robert Nixon    | 33     | 123       |
|               | Libéral-travailliste      | Robert Nixon    | 0      | 2         |
|               | Parti libertarien         | Jim Karahalios  | 0      | 12        |
|               | Parti communiste          | Derek Sloan     | 0      | 18        |
|               | Indépendants              | Indépendants    | 0      | 27        |
| Autres partis | Autres partis             | Autres partis   | 0      | 137       |
| Vacant        | Vacant                    | Vacant          | Vacant | –         |
| Total         | Total                     | Total           | 125    |           |

## Système électoral
L'Assemblée législative est composée de 125 sièges pourvus au scrutin uninominal majoritaire à un tour dans autant de circonscriptions électorales.

## Résultats
|                           |                                 |           |       |      |        |               |  |  |  |  |  |  |  |  |
| Parti                     | Parti                           | Voix      | %     | +/-  | Sièges | +/-           |  |  |  |  |  |  |  |  |
|                           | Parti progressiste-conservateur | 1 412 488 | 40,83 | 4,8  | 70     | 12            |  |  |  |  |  |  |  |  |
|                           | Parti libéral                   | 1 065 569 | 23,91 | 2,29 | 33     | en stagnation |  |  |  |  |  |  |  |  |
|                           | Libéral-travailliste            | 7 111     | 40,83 | 0,03 | 1      | en stagnation |  |  |  |  |  |  |  |  |
|                           | Nouveau Parti démocratique      | 672 824   | 23,74 | 7,02 | 21     | 12            |  |  |  |  |  |  |  |  |
|                           | Indépendants                    | 10 585    | 0,54  | 0,11 | 0      | –             |  |  |  |  |  |  |  |  |
|                           | Parti libertarien               | 7 087     | 0,11  | 0,08 | 0      | –             |  |  |  |  |  |  |  |  |
|                           | Parti communiste                | 5 306     | 0,04  | 0,07 | 0      | –             |  |  |  |  |  |  |  |  |
|                           | Crédit social                   | 1 054     | 0,01  | 0,02 | 0      | –             |  |  |  |  |  |  |  |  |
|                           | Unparty                         | 414       | 0,01  | –    | 0      | –             |  |  |  |  |  |  |  |  |
| Suffrages exprimés        | Suffrages exprimés              | 3 182 484 | 99,35 |      |        |               |  |  |  |  |  |  |  |  |
| Votes blancs et invalides | Votes blancs et invalides       | 20 797    | 0,65  |      |        |               |  |  |  |  |  |  |  |  |
| Total                     | Total                           | 3 203 281 | 100   | –    | 125    | en stagnation |  |  |  |  |  |  |  |  |
| Abstentions               | Abstentions                     | 2 315 923 | 41,96 |      |        |               |  |  |  |  |  |  |  |  |
| Inscrits / participation  | Inscrits / participation        | 5 519 204 | 58,04 |      |        |               |  |  |  |  |  |  |  |  |

### Changements d'allégeance
Dix-huit sièges ont changé d’allégeance lors de cette élection :
- PC vers Libéral : Prescott et Russell
- Libéral vers PC : Lincoln, Nipissing, St. George, Sarnia et York Centre
- NPD vers PC : Brantford, Cambridge, Carleton East, High Park—Swansea, Lakeshore, Scarborough—Ellesmere, Sudbury et Wentworth
- NPD vers Libéral : Hamilton Centre, Parkdale, Windsor—Sandwich et Yorkview